# Masdevallia solomonii
Masdevallia solomonii är en orkidéart som beskrevs av Carlyle August Luer och Roberto Vásquez. Masdevallia solomonii ingår i släktet Masdevallia och familjen orkidéer.
Artens utbredningsområde är Bolivia. Inga underarter finns listade i Catalogue of Life.